# Lichminus tenuicornis
Lichminus tenuicornis är en skalbaggsart som först beskrevs av Thomas Casey 1889.  Lichminus tenuicornis ingår i släktet Lichminus och familjen lerstrandbaggar. Inga underarter finns listade i Catalogue of Life.